# Stadio Diego Armando Maradona
Das Stadio Diego Armando Maradona (deutsch Diego-Armando-Maradona-Stadion), ehemals Stadio del Sole (1959–1963) und Stadio San Paolo (1963–2020), ist ein Fußballstadion mit Leichtathletikanlage im Stadtteil Fuorigrotta der italienischen Stadt Neapel, Region Kampanien. Das Stadion ist die Heimspielstätte der SSC Neapel und ist nach der Vereinslegende Diego Armando Maradona (1960–2020) benannt. Die Kapazität liegt seit der Renovierung im Jahr 2019 bei 54.726 Zuschauern. Damit ist die Arena nach dem Giuseppe-Meazza-Stadion in Mailand, dem Olympiastadion in Rom und dem Stadio San Nicola in Bari das viertgrößte Fußballstadion des Landes.

## Geschichte
Das Stadion wurde von 1948 bis 1959 erbaut und wurde am 6. Dezember des Jahres eingeweiht. Zunächst trug es den Namen Stadio del Sole (deutsch Sonnenstadion) und bot anfangs 87.000 Besuchern Platz. Wenige Monate nach der Eröffnung war das Stadion Austragungsort von vier Spielen des olympischen Fußballturniers 1960. 1968 zog Gastgeber Italien nach einem 0:0 nach Verlängerung in Neapel durch Münzwurf in das Finale der Fußball-Europameisterschaft ein. Vor der Europameisterschaft 1980 wurde es teilweise saniert. Für die Weltmeisterschaft 1990 wurde das Stadion dann komplett modernisiert. Es erhielt ein Dach, Videowände und eine neue Pressetribüne, außerdem wurden die Flutlichtanlage und die Leichtathletikanlage erneuert und die Sicherheitsvorkehrungen an die von der FIFA verlangten Standards angepasst. Die Kapazität sank dadurch um einige tausend Plätze.
Unabhängig von den aktuellen Kapazitätsangaben ist derzeit nur eine Maximalkulisse von offiziell 60.240 Besuchern möglich, weil aus Sicherheitsgründen nicht mehr Zuschauer ins weite Rund eingelassen werden. Ende 2007 wurde das Stadion mit einem elektronischen Zugangssystem gesichert, nachdem zuvor lediglich Ordnungskräfte die Tickets an den Eingangstoren entwerteten und nicht selten auch Personen ohne gültiges Ticket Einlass fanden. Zu Diego Maradonas Zeiten kamen oft rund 100.000 Zuschauer ins Stadion, die offiziell mit 82.000 Zuschauern (bei internationalen Partien) oder 85.000 Zuschauern (bei Liga-Spielen) ausverkauft waren.
Am 10. Mai 2016 gab die Stadt Neapel die Zustimmung zur Renovierung des San Paolo. Die Umbauarbeiten sollen zwei Jahre bis Mitte 2018 andauern und 25 Millionen Euro kosten. Die Kosten trägt die öffentliche Kreditanstalt Credito Sportivo. Durch den Umbau sank die Kapazität von 60.240 auf 54.726 Besucher. In den ersten Plänen war die Entfernung der Leichtathletikanlage vorgesehen, sie wird aber vorerst im Stadion verbleiben. Die Bestuhlung des San Paolo wird komplett ersetzt, um die Anforderungen der UEFA zu erfüllen. Die Spielstätte soll Großbildschirme, LED-Anzeigetafeln sowie eine neue Beschallungsanlage mit Schalldämmung erhalten. Des Weiteren werden unter anderem die Umkleidekabinen, Büros, Konferenzräume und die Sanitäranlagen modernisiert. Die Videoüberwachungsanlage wird erneuert und die Zahl der Drehkreuzanlagen verringert. Hinzu kommt ein neues Parkhaus.
Ende Oktober 2019 unterzeichneten Aurelio De Laurentiis, Präsident des SSC Neapel, und der Leiter des Sportdezernats, Gerarda Vaccaro, einen neuen Pachtvertrag für das Stadion. Der Club und die Stadt einigten sich auf eine Laufzeit bis zum Ende der Saison 2022/23. Darüber hinaus besteht eine Option über fünf weitere Jahre bis 2028. Die Stadionmiete soll nach Medienberichten jährlich 850.000 Euro betragen. Hinzu kommen 50.000 Euro für Einnahmen im Zusammenhang mit der Verwertung von Werberechten im Stadion. Durch eine weitere Option soll das San Paolo für kommerzielle Aktivitäten zu nutzen sein. Auf dem Gelände ist ein Museum über den Fußball in Neapel, in Verbindung mit der Stadt selbst, geplant, gab De Laurentiis an. Für die Instandhaltung der Anlage ist die SSC verantwortlich. Dies war in der Vergangenheit ein Streitpunkt zwischen den beiden Parteien und soll mit dem neuen Vertrag geklärt sein.
Nach dem Tod von Diego Maradona im November 2020 wurde das Stadion Anfang Dezember 2020 in Stadio Diego Armando Maradona umbenannt. Im Stadion soll ein Museum zu Ehren des Fußballers entstehen.
Die Stadt als Eigentümerin und die SSC verlängerten im Juni 2023 den zum 30. des Monats auslaufenden Mietvertrag bis Juni 2028.

## Bedeutende Spiele

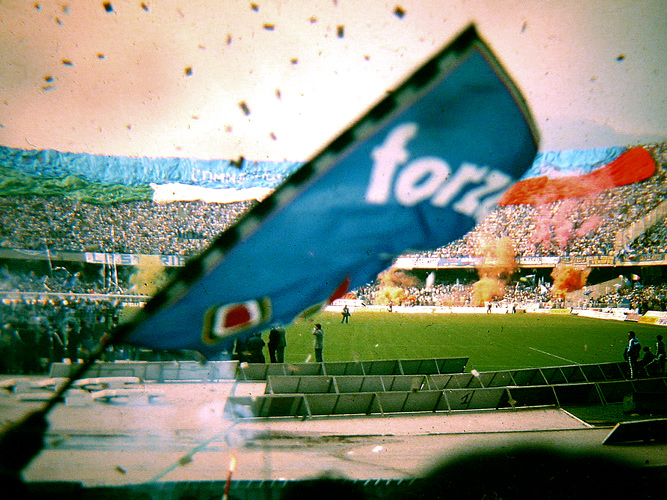
Stadio Diego Armando Maradona im Jahr 1987

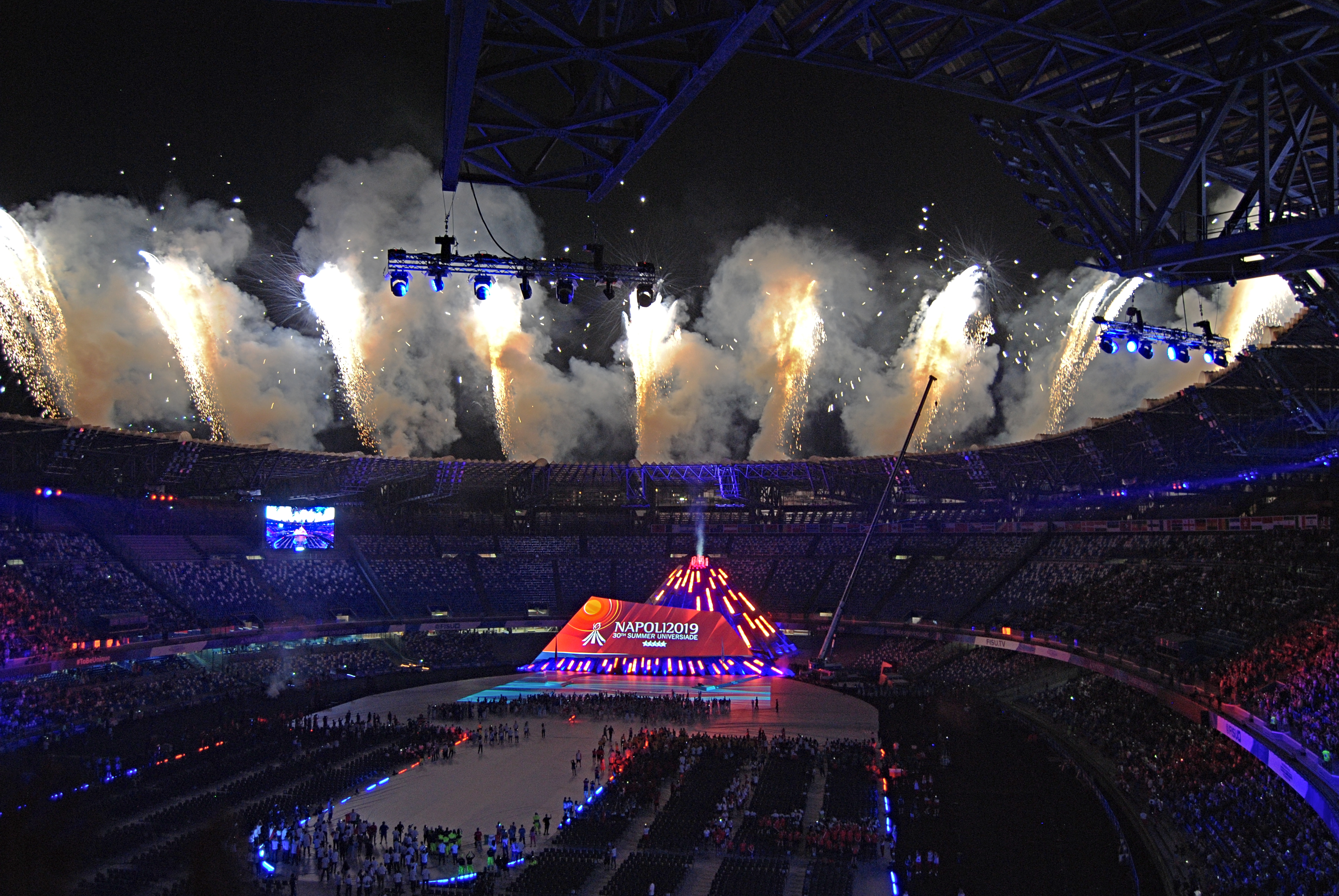
Eröffnungsfeier der Sommer-Universiade 2019

Das Stadio Diego Armando Maradona beherbergte in seiner Geschichte viele bedeutende Spiele, das denkwürdigste davon war wohl das Halbfinale der WM 1990, Italien gegen Argentinien, das der Gastgeber mit 4:5 nach Elfmeterschießen verlor. Ausgerechnet der für den SSC Neapel spielende Diego Maradona schoss hierbei den entscheidenden Strafstoß. Außerdem beherbergte die Arena noch vier weitere WM-Spiele. Bei der EM 1980 fanden einige Vorrundenspiele, sowie das Spiel um Platz drei statt, das Italien ebenfalls im Elfmeterschießen mit 9:10 gegen die Tschechoslowakei verlor.
Auch die heimische SSC Neapel sorgte in der Vergangenheit regelmäßig für gut gefüllte Ränge, seit der Einweihung kamen im Durchschnitt regelmäßig mehr als 50.000 Zuschauer zu den Serie-A-Partien der Partenopei. In den 1980er Jahren, als die Mannschaft so großartige Spieler wie Diego Maradona, Gianfranco Zola oder Careca in ihren Reihen hatte und zweimal die italienische Meisterschaft sowie 1989 den UEFA-Pokal gewinnen konnte, lag der Schnitt bei über 70.000 Zuschauern. Nach dem Zwangsabstieg der SSC Neapel gingen die Zuschauerzahlen zwar zurück, blieben aber immer auf einem für die jeweilige Spielklasse überdurchschnittlichen Niveau. So hatte das Team in der Saison 2005/06 in der Serie C1, also der „Dritten Liga“ mit 51.000 den dritthöchsten Zuschauerschnitt im gesamten italienischen Fußball.
Im Sommer 2005 feierte Ciro Ferrara im San Paolo sein Abschiedsspiel, das allerdings zur Nebensache geriet, als die über 70.000 Zuschauer den eigens dafür angereisten Diego Maradona mit gewohnt viel Pyrotechnik und Gesängen frenetisch feierten, als dieser, umringt von Journalisten, eine Ehrenrunde durch das ganze Stadion drehte.

### Spiele des olympischen Fußballturniers 1960
- 26. Aug. 1960, Gruppe B:  Italien –  Republik China 4:1 (2:1)
- 29. Aug. 1960, Gruppe D:  Ungarn –  Peru 6:2 (3:1)
- 01. Sep. 1960, Gruppe C:  Argentinien –  Polen 2:0 (1:0)
- 05. Sep. 1960, Halbfinale:  Italien –  Jugoslawien 1:1 (0:0/0:0) n. V. (Jugoslawien kam durch Losentscheid ins Endspiel)

### Spiel der Fußball-Europameisterschaft 1968
- 05. Juni 1968, Halbfinale:  Italien –  Sowjetunion 0:0 n. V. (Italien kam durch Münzwurf ins Endspiel)

### Spiele der Fußball-Europameisterschaft 1980
- 11. Juni 1980, Gruppe 1:  Griechenland –  Niederlande 0:1 (0:0)
- 14. Juni 1980, Gruppe 1:  BR Deutschland –  Niederlande 3:2 (1:0)
- 18. Juni 1980, Gruppe 2:  Spanien –  England 1:2 (0:1)
- 21. Juni 1980, Spiel um Platz 3:  Tschechoslowakei –  Italien 1:1 (0:0), 9:8 i. E.

### Spiele der Fußball-Weltmeisterschaft 1990
- 13. Juni 1990, Gruppe B:  Argentinien –  Sowjetunion 2:0 (1:0)
- 18. Juni 1990, Gruppe B:  Argentinien –  Rumänien 1:1 (0:0)
- 23. Juni 1990, Achtelfinale:  Kamerun –  Kolumbien 2:1 n. V. (0:0)
- 01. Juli 1990, Viertelfinale:  Kamerun –  England 2:3 n. V. (2:2, 0:1)
- 03. Juli 1990, Halbfinale:  Argentinien –  Italien 1:1 n. V. (1:1, 0:1), 4:3 i. E.

## Veranstaltungen
Im Stadio Diego Armando Maradona finden seit 1970 Konzerte statt, so spielten beispielsweise die Rolling Stones, U2 oder Claudio Baglioni vor ausverkauftem Haus.

## Galerie

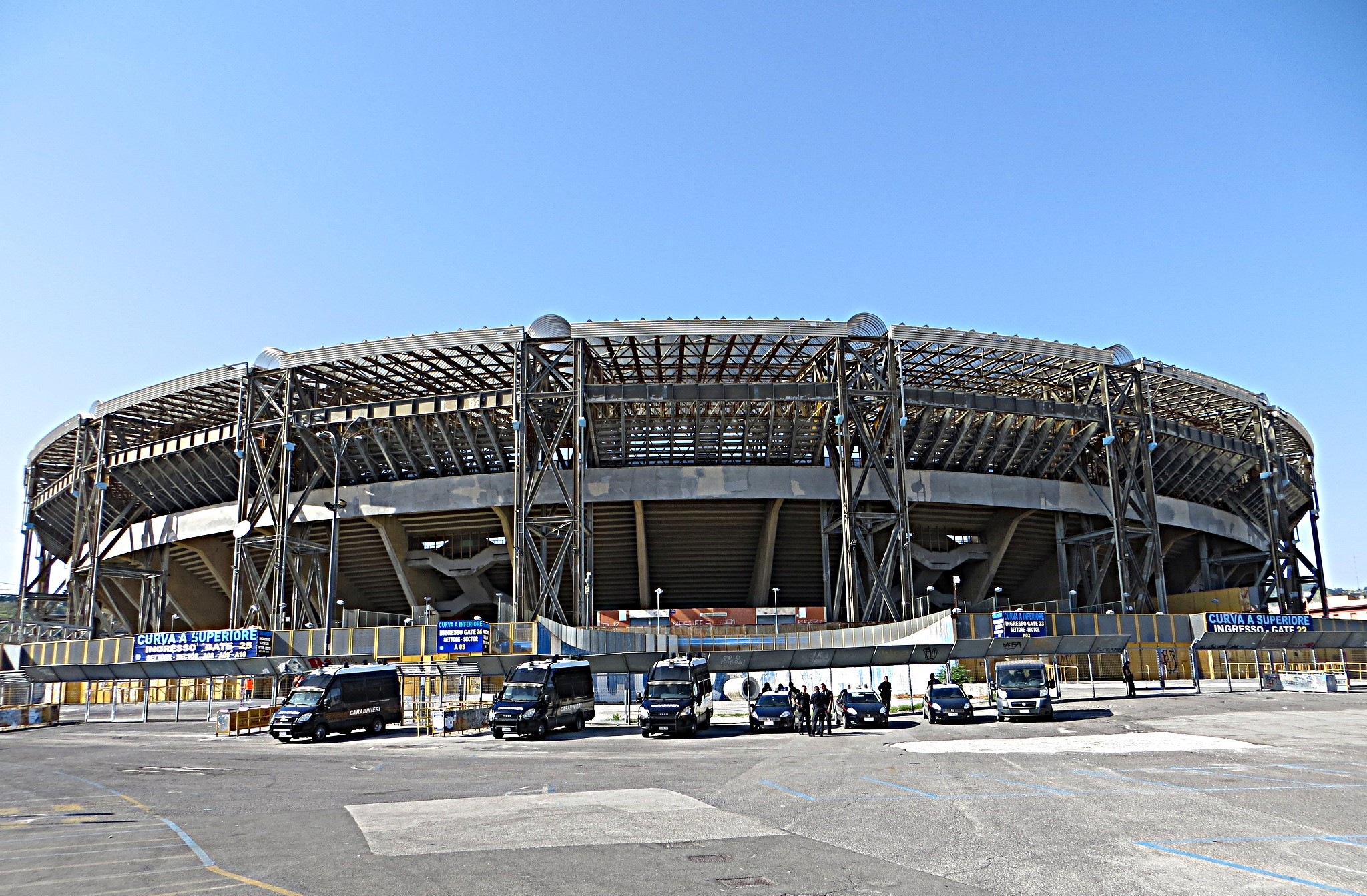
Außenansicht des Stadio Diego Armando Maradona (2015)
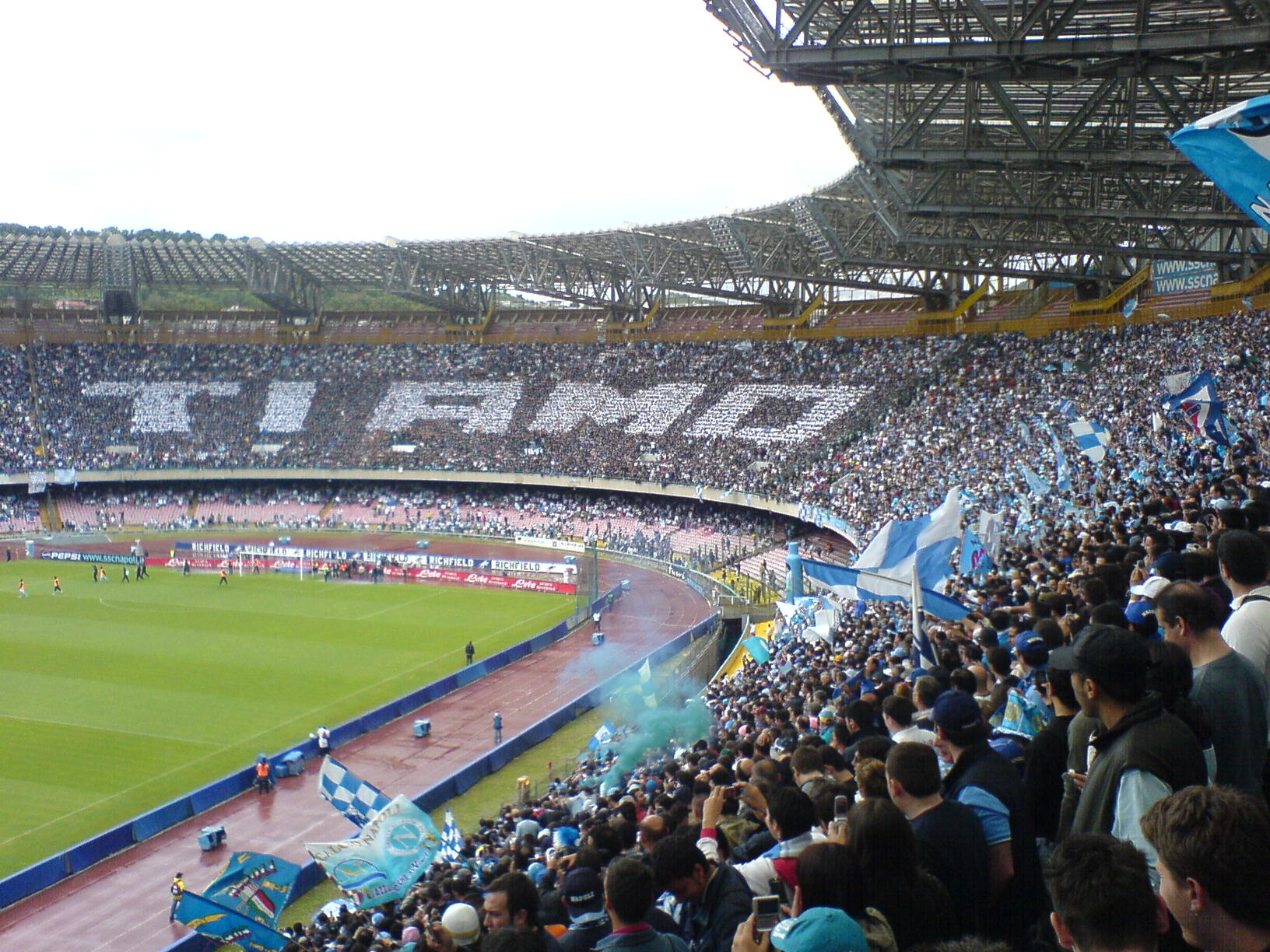
Tifosi der SSC Neapel (2007)
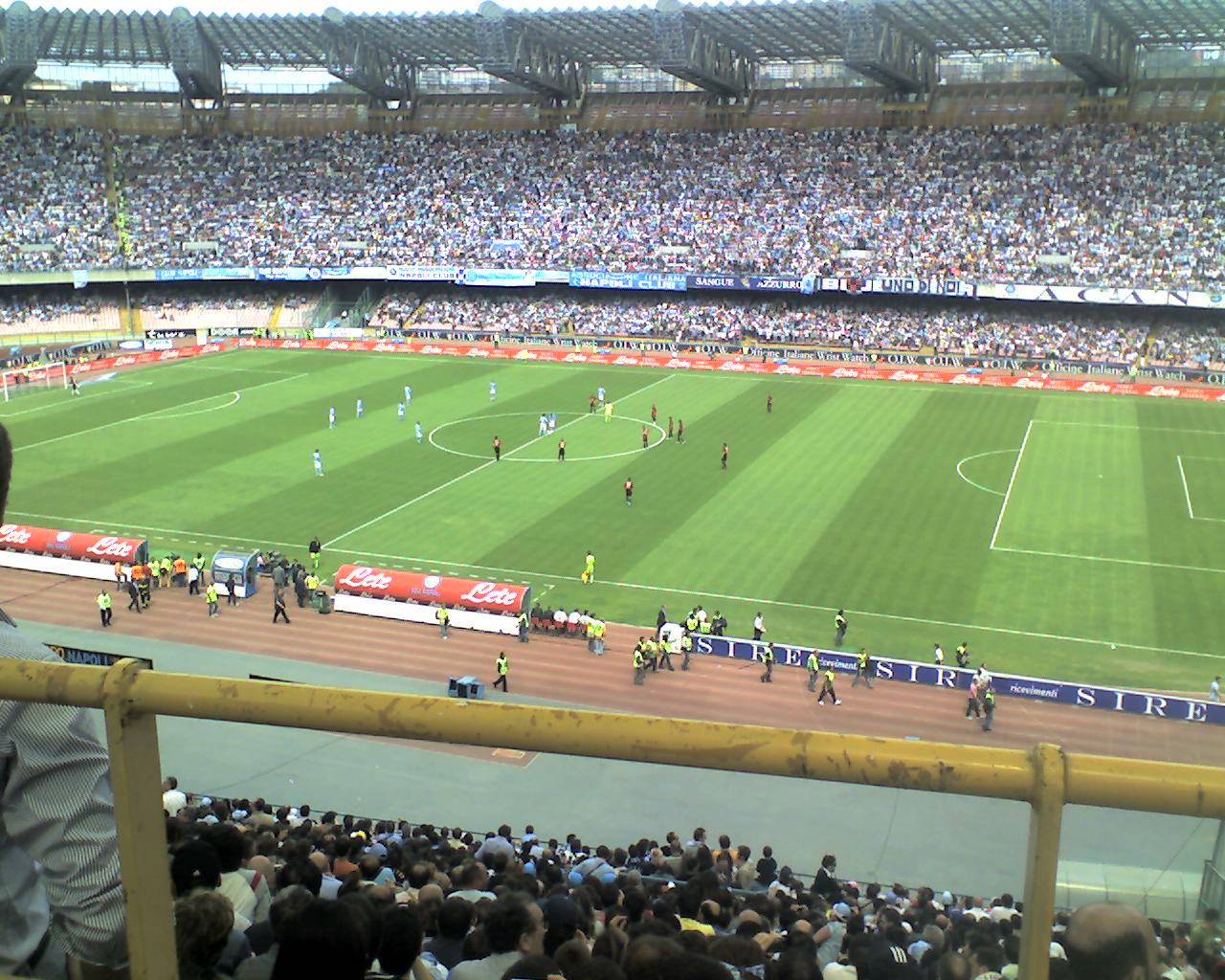
Heimspiel der SSC Neapel (2008)
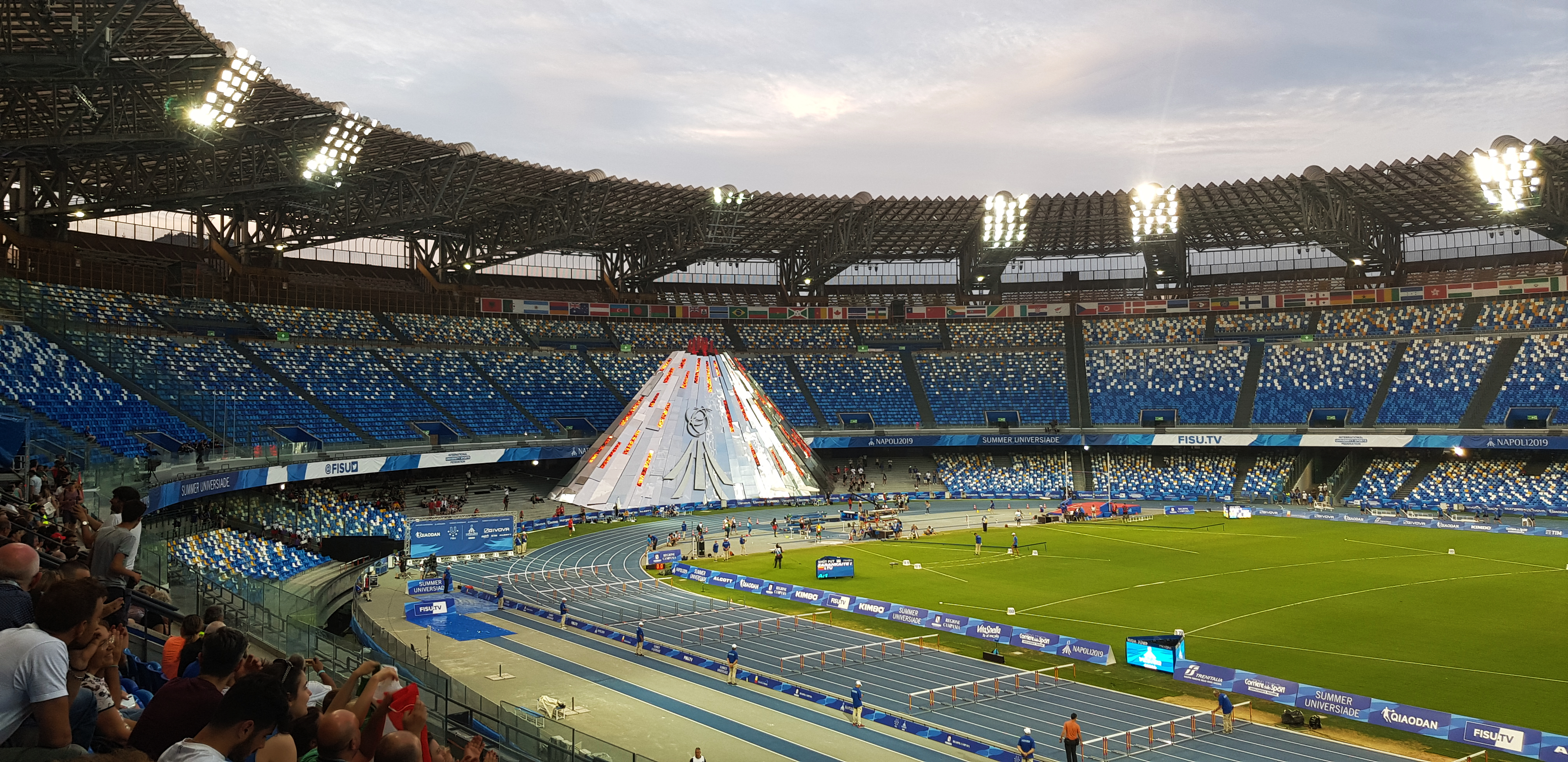
Sommer-Universiade 2019